# 후이민구

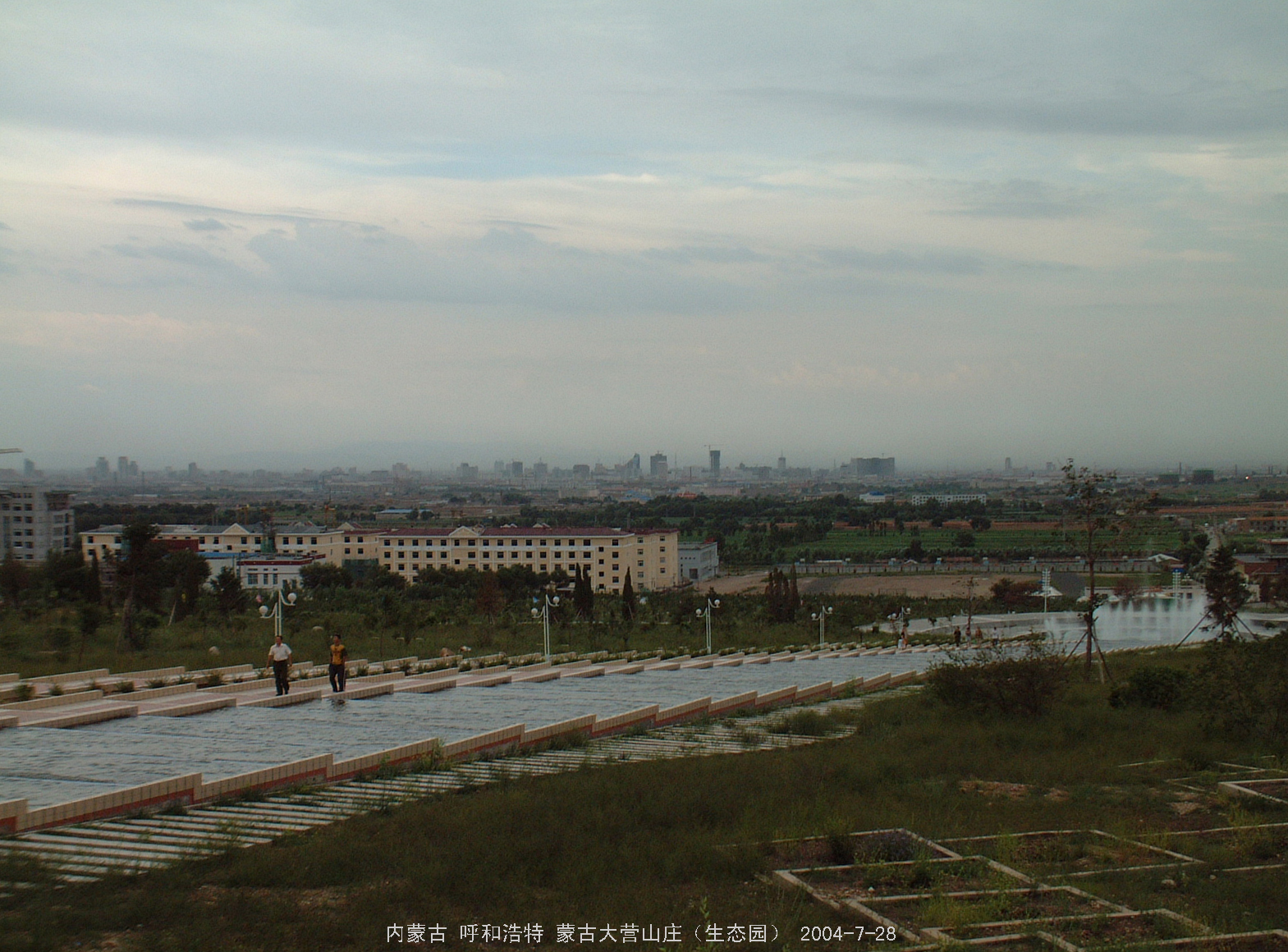

후이민구(한국어: 회민구, 중국어: 回民区, 병음: Huímín Qū)는 내몽골 자치구 후허하오터 시의 현급 행정구역이다. 넓이는 175km2이고, 인구는 2007년 기준으로 230,000명이다.

## 행정 구역
7개 가도, 1개 진을 관할한다.
- 가도: 新华西路街道, 中山西路街道, 光明路街道, 海拉尔西路街道, 环河街街道, 通道街街道, 钢铁路街道.
- 진: 攸攸板镇.